# Охлябинины
Охлябинины (Оглябинины) — русский княжеский род, происходящий от князей Ухорских отрасли князей Ярославских, Рюриковичи. Род внесён в Бархатную книгу.

## Происхождение и история рода
Происходят от носившего прозвище Охлябина (Охляба) князя Фёдора Васьевича (XIX колено от Рюрика), удельного Ухорского князя. Представители этого рода находясь на службе московским князьям были наместниками и воеводами, но не достигали боярского звания. Род пресёкся в конце XVI века со смертью Ивана Петровича Залупы (XXII поколение от Рюрика).

## Известные представители
| №                           | Имя, отчество                    | № отца | Примечания |
| --------------------------- | -------------------------------- | ------ | --- |
| 1                           | Фёдор Васильевич Охлябина        |        | Родоначальник |
| 2                           | Пётр Фёдорович                   | 1      | Служил князю Юрию Ивановичу, воевода в походе против крымцев (1522), воевода правой руки в походе на Казань. |
| 3                           | Василий Фёдорович                | 1      | Служил князю Юрию Ивановичу, в походе против крымских татар (1541), воевода Передового полка, упоминается с прозванием Ухорский.                                                                                 |
| 4                           | Дмитрий Петрович                 | 2      | Третий воевода в Туле (1544), воевода войск левой руки в Коломне, а после первый воевода в Пронске "за городом" (1549), бездетный.                                                                               |
| 5                           | Андрей Петрович                  | 2      | Воевода. |
| 6                           | Фёдор Васильевич Лытай и Большой | 3      | Рында со вторым государевом саадаком в полоцком походе (1544), бездетный, упомянут с прозвищем "Латай". |
| 7                           | Пётр Васильевич                  | 3      | Рында с меньшим государевым копьём и с сулицей в полоцком походе (1544). |
| 8                           | Иван Васильевич                  | 3      | Голова в государевом полку (1551), взят в плен литовцами близ Орши (1564), представлял за себя поручителей в неизменной службе Ивану Грозному (1565), 2-й воевода Сторожевого полка опричнины (1571), бездетный. |
| 9                           | Дмитрий Васильевич               | 3      | Воевода войск левой руки в Коломне (1579), убит крымцами в походе из Пронска. |
| 10                          | Фёдор Васильевич Меньшой         | 3      | Первый рында со вторым государевым саадаком в полоцком походе (1551), бездетный. |
| 11                          | Роман Васильевич                 | 3      | В числе дворян присутствовал при приёме австрийского посла (22 мая 1597) |
| 12                          | Иван Петрович Залупа             | 7      | Опричник, воевода, указан с прозванием Закупа. |
| 13                          | Михаил Дмитриевич                | 9      | Рында с меньшим государевым копьём и с сулицей в походе против поляков (1568), убит под Пайдою (1573), его имя занесено в синодик "по убиенным во брани" на вечное поминовение                                   |
| Род князей Охлябининых угас |                                  |        | |
| 14                          | Иннокентий (Охлябинин)           |        | В родословной росписи не указаны |
| 15                          | Василий Андреевич Борец          | 5      | В родословной росписи не указаны |
| 16                          | Никита Васильевич                | 3      | В родословной росписи не указаны |
| 17                          | Александр Васильевич             | 3      | В родословной росписи не указаны |
| 18                          | Ярослав Васильевич               | 3      | В родословной росписи не указаны |